# Анцола д'Осола
Анцо̀ла д'О̀сола (на италиански: Anzola d'Ossola, на местен диалект: Ansola, Ансола, на пиемонтски: Anzola, Анцола) е село и община в Северна Италия, провинция Вербано-Кузио-Осола, регион Пиемонт. Разположено е на 210 m надморска височина. Населението на общината е 448 души (към 2011 г.).